# Arsenal 24H
Le Arsenal 24H est un moteur d'aviation à 24 cylindre en "H" développé après la seconde guerre mondiale par l'Arsenal de l'aéronautique, en France. Il n'a pas été produit en série.

## Origine
Pendant l'occupation, l'usine mécanique de Mathis, constructeur automobile alsacien qui s'était lancé, à la fin des années 30, dans le développement de moteurs d'avion, est réquisitionnée au profit de Junkers Motorenwerke. Junkers utilise l'usine pour la production et les essais au banc de Jumo 211 puis 213. Ce sont des V12 inversés (têtes de cylindres en bas) à injection directe de 35 litres. Après la libération, le matériel est récupéré par l'Arsenal de l'aéronautique, qui fait usage jusqu'en 1951 des bancs d'essais construits par Junkers à Strasbourg. Le moteur Jumo 213 est produit sous le nom Arsenal 12H. C'est le moteur du Nord Noroit.
Le Arsenal 24H est développé comme extrapolation 24 cylindres du 12H. Au lieu de coupler deux V12 côté à côté sur un réducteur commun, à la manière du Daimler-Benz DB 610A ou du Allison V-3420, Arsenal choisit d'utiliser le plus d'éléments possible de son 12H, mais arrangés différemment, à l'image de ce qu'avait fait Hispano-Suiza sur ses 24Y et 24Z. Les quatre rangées de cylindres sont arrangées en « H », comme deux moteurs à plat (mais verticaux) sur deux vilebrequins actionnant un réducteur commun. Le développement est très rapide. Le moteur tourne au banc dès le mois de mai 1946 et est présenté Salon de l’Aéronautique en novembre de la même année.

## Application envisagée
Il est prévu d'utiliser 8 moteurs de ce types, associés en tandem pour entraîner des hélices contrarotatives, sur un immense hydravion à coque de ligne transatlantique à deux ponts, le SNCASE SE.1200, mais cet avion n'est jamais réalisé.

## Essais
Un SNCASE SE.161 Languedoc est modifié pour les essais. Les moteurs 2 et 3 (intérieurs) sont remplacés par des Arsenal 24H et les essais en vol commencent en 1948. Le moteur ne peut cependant pas être testé à pleine puissance, les hélices étant trop petites pour exploiter les 4 000 ch qu'il peut théoriquement délivrer. Néanmoins, à ce moment il apparaît que l'avenir appartient aux turboréacteurs et turbopropulseurs, le rôle des moteurs à pistons étant condamné à se réduire à des puissances beaucoup plus modestes pour les petits avions. Le Arsenal 24H n'a pas d'avenir commercial, et est abandonné, comme tous les projets de moteurs à pistons de très grande puissance étudiés à cette époque.